# Lager (Bauwesen)

Symbolische Darstellung von Lagern, die einem horizontalen Stab verschiedene Bewegungsmöglichkeiten in der Ebene erlauben:
1) horizontale Verschiebung und Drehung
2) Parallelverschiebung in alle Richtungen
3) lineare Bewegung
4) frei bewegliches Stabende
5) Drehung
6) Parallelverschiebung entlang einer vorgegebenen Bahn
7) Einspannung
8) vertikale Parallelverschiebung und Drehung

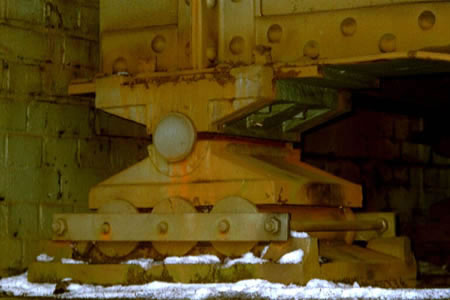
Altes Mehrrollenbrückenlager an Eisenbahnbrücke über die Spree in Cottbus

Im Bauwesen verwendete Lager sind Gelenke zur Übertragung der Kräfte eines Tragwerks auf den Unterbau wie Pfeiler, Fundamente, Widerlager etc.
Die Arten der Beweglichkeit, die ein Lager zulässt, und die daraus resultierenden Freiheitsgrade sind Grundlage der statischen Berechnung eines Tragwerks, bei der Schnittkräfte und die Auflagerkräfte berechnet und damit die Lager bemessen werden können. Siehe: Lager (Statik).
Der Begriff Lagerung kann sich auf die Art beziehen, in der die verschiedenen Lager eines Tragwerks zusammenwirken (siehe hierzu: Lager (Statik)). Der Begriff Lagerung kann aber auch synonym mit Gründung verwendet werden.
Lager, die insbesondere dazu dienen, horizontale (Schub-)Kräfte aufzunehmen und entweder in den umgebenden Baukörper oder direkt in den Baugrund abzugeben, werden als Widerlager bezeichnet. Widerlager werden häufig mit Drehgelenken kombiniert, um Winkeländerungen der Tragkonstruktion gegenüber seiner Gründung oder Lagerung zu erlauben.
Die hier behandelten Lager sind in der Regel dafür ausgelegt, sowohl Lasten aus einem Bauwerk aufzunehmen, als auch (geringfügige) Bewegungen der Baukonstruktion zu ermöglichen. Dies ist erforderlich, um etwa dem Auftreten von thermischen Spannungen aufgrund von Temperaturänderungen vorzubeugen.
Abgesehen von einzelnen Masten mit Punktfundament besitzt ein Tragwerk in der Regel mehrere Lager. Je nach Anzahl der Lager und ihren jeweiligen Freiheitsgraden ist das statische System des Tragwerks äußerlich statisch bestimmt oder unbestimmt.Ein Lager mit {\displaystyle f=0} ist eine feste Einspannung. Das System benötigt dann keine weiteren Lager, um statisch bestimmt zu sein. (Die Lagerung eines Tragwerk könnte etwa aus einem einzelnen Köcherfundament bestehen.) Die obere Abbildung rechts zeigt ein Einrollenkipplager mit {\displaystyle f=1}, welches die gesamte Brücke horizontal und an der Lagerstelle auch vertikal fixiert. Es erlaubt aber ein Verdrehen um einen Querbolzen. Die untere Abbildung zeigt ein Mehrrollenbrückenlager mit {\displaystyle f=2}, welches über mehrere Querrollen zusätzlich eine Längsverschiebung ermöglicht.

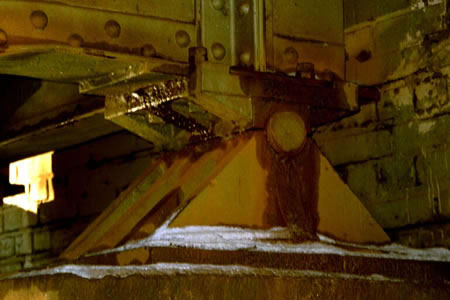
Altes Einrollenkipplager

Für den Transport temperaturveränderlicher Medien (Wasser, Dampf) benutzte lange Rohrleitungen erfordern die Längsbeweglichkeit ihrer Lager zusätzlich wegen der mit der Temperaturänderung einhergehenden Längenänderung der Rohre.

## Lagertypen räumlicher Systeme
Wenn {\displaystyle r^{*}} die Anzahl der aufnehmbaren Kräfte angibt, ergeben sich folgende Typen:
- allseits festes Lager ({\displaystyle r^{*}=3,\ f=0}): nicht verschiebbar.
- einfach verschiebliches (bewegliches) Lager ({\displaystyle r^{*}=2,\ f=1}): entlang einer Achse verschiebbar und in zwei Richtungen starr.
- (zweifach) verschiebliches Lager ({\displaystyle r^{*}=1,\ f=2}): in zwei Richtungen verschiebbar und entlang einer Achse starr gelagert.

Lager nach statischen Erfordernissen:
- Festlager und Loslager, siehe Lager (Statik)
- Einseitig bewegliche Lager
- Allseitig bewegliche Lager

Lager, die eine Winkeländerung ermöglichen:
- Flachgleitlager
- Gelenklager
- Kalottenlager

Kalottenlager, auch sphärische Lager oder sphärische Gleitlager genannt, haben die Form eines Kugelsegments. Diese Lager lassen nur Rotation zu und verhindern Bewegungen in horizontaler und vertikaler Richtung.
- Kipplager
- Neotopflager (Gummitopflager, entwickelt von Erwin Beyer[4]), Elastomerlager
- Köcherlager, Zapfen- oder Kugellager

Lager, die ein Verschieben ermöglichen:
- Mehrrollenlager, Kugellager
- Gummilager, Viskositätslager
- Gleitlager

## Lagerbauarten
- Linienkipplager
- Rollenlager
- Punktkipplager
- Neotopflager
- Gleitlager
- Kalottenlager
- Elastomerlager
- Verformungslager
- Führungslager
- Verschiebunglager für Taktschiebeverfahren
- Hochtemperaturlager für Anwendungen mit wirksamen Lagertemperaturen größer 100 °C, etwa im Kraftwerksbau
- Das Brückenlager verbindet im Brückenbau den Überbau der Brücke mit dem Unterbau.[5]

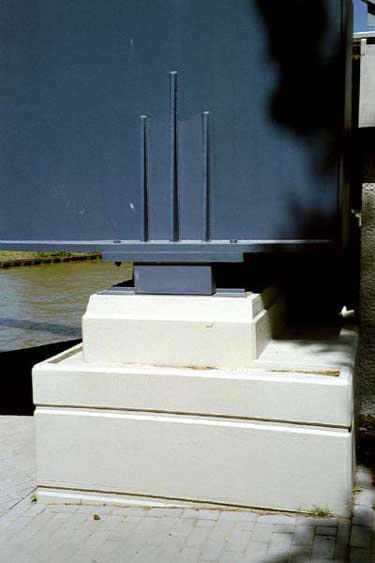
Elastomerlager unter einer Stabbogenbrücke nahe Braunschweig
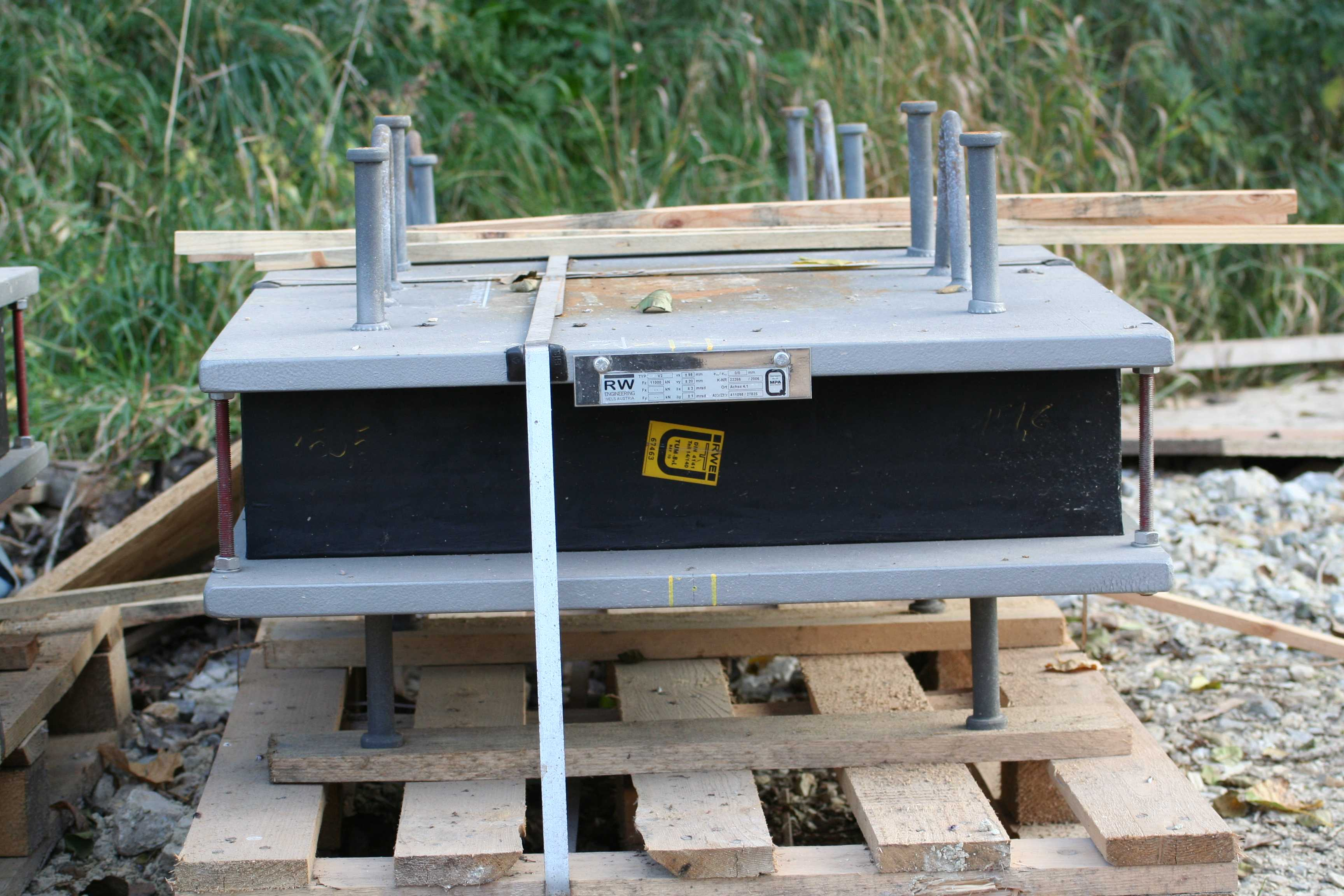
Elastomerlager für Spannbetonbrücke
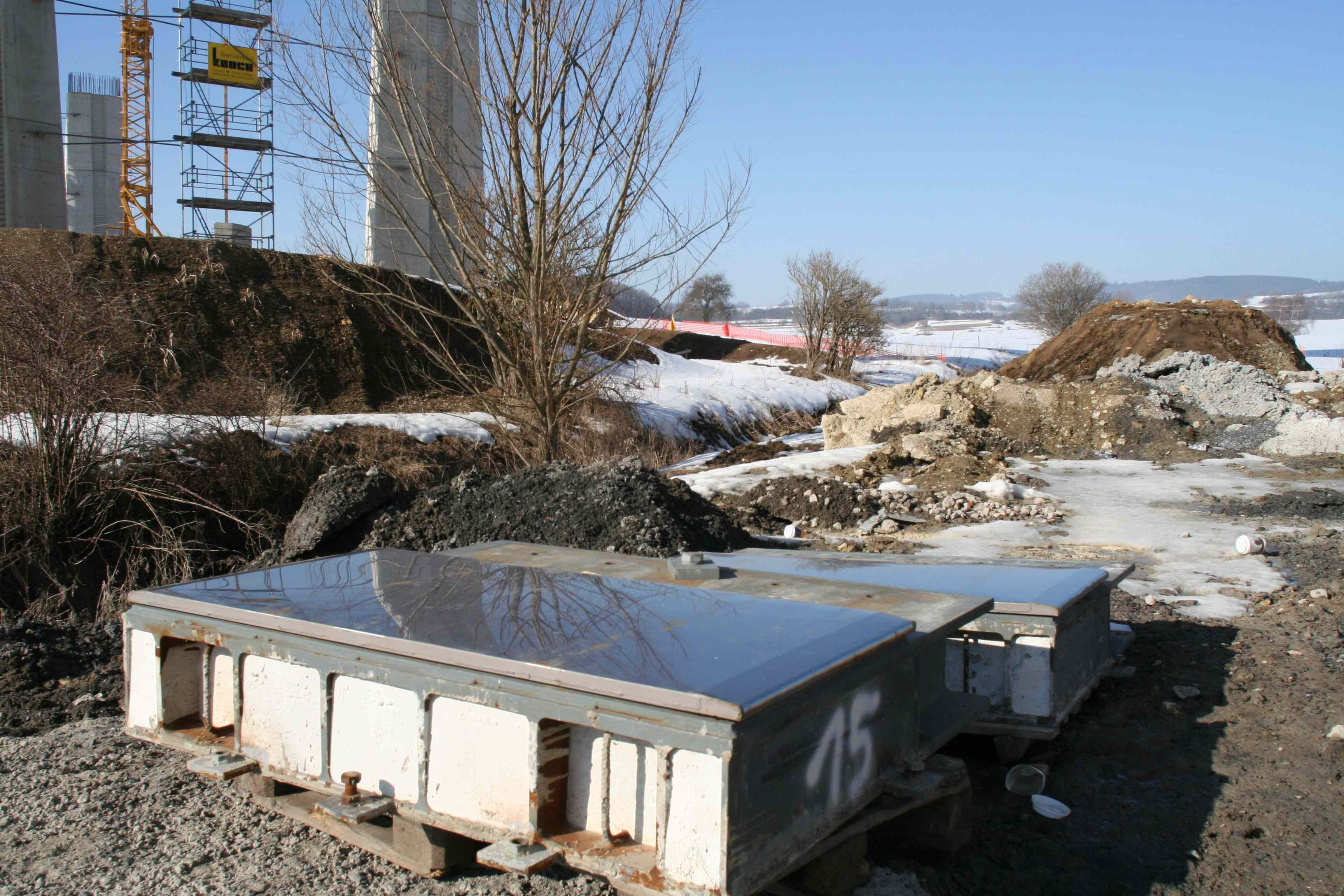
Verschiebungslager für Taktschiebebrücke
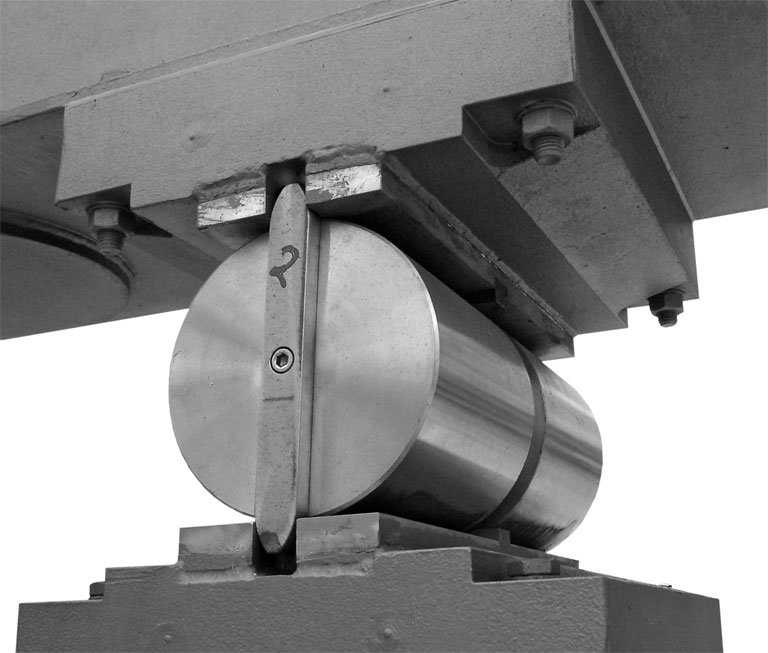
Rollenlager für eine Brücke